# Saint-Quentin-de-Chalais
Saint-Quentin-de-Chalais település Franciaországban, Charente megyében. Lakosainak száma 243 fő (2022. január 1.). Saint-Quentin-de-Chalais Bazac, Chalais, Les Essards, Orival, Rouffiac, Saint-Avit és Parcoul-Chenaud községekkel határos.

## Népesség
A település népessége az elmúlt években az alábbi módon változott:
| Lakosok száma | 259  | 219  | 243  | 269  | 269  | 266  | 255  | 248  | 247  | 243  |
|               | 1968 | 1982 | 1990 | 2006 | 2013 | 2015 | 2017 | 2019 | 2020 | 2022 |